# Czarny Las (powiat grodziski)
Czarny Las – wieś sołecka w Polsce położona w województwie mazowieckim, w powiecie grodziskim, w gminie Grodzisk Mazowiecki. 
| SIMC    | Nazwa              | Rodzaj    |
| ------- | ------------------ | --------- |
| 0002217 | Budki Kozerkowskie | część wsi |

Zgodnie z obecnym Planem Zagospodarowania Przestrzennego Województwa Mazowieckiego, Czarny Las jako część gminy Grodzisk Mazowiecki należy od obszaru aglomeracji warszawskiej w strefie funkcjonalnej zaplecza przyrodniczego, klimatycznego i rekreacyjnego Warszawy.
We wsi obok drogi znajduje się kasztanowiec zwyczajny (obw. 3,5 m) uznany za pomnik przyrody
Sołectwo Czarny Las położone jest w południowej części gminy Grodzisk Mazowiecki w granicach Warszawskiego Obszaru Chronionego Krajobrazu (WOCK) i obejmuje 176,68 ha. Głównymi drogami w Czarnym Lesie są ulice: Cisowa, Dzikiej Róży, Choinowa, Sumakowa i Kalinowa. 
Integralną częścią miejscowości Czarny Las są Budki Kozerkowskie.
W latach 1975–1998 miejscowość należała administracyjnie do województwa warszawskiego.